# Alfred Rüegg
Alfred Rüegg Fredy (Zurigo, 7 maggio 1934 – Affoltern am Albis, 26 aprile 2010) è stato un ciclista su strada e pistard svizzero, professionista dal 1959 al 1967.
Vinse il Tour de Suisse ed il Campionato di Zurigo nel 1960. Inoltre fu campione svizzero di ciclismo sia su strada che su pista.

## Carriera
Mise in mostra le sue buone qualità di pedalatore soprattutto i primi anni di professionismo. Alla prima stagione nella massima serie chiuse terzo il Tour de Romandie e decimo il Tour de Suisse. Inoltre prese parte  al Giro d'Italia, dove però terminò nelle posizioni di rincalzo, ed al Trofeo Baracchi in coppia con Alcide Vaucher chiudendolo al sesto posto.
L'anno seguente ottenne invece le affermazioni più importanti della sua carriera. Vinse, domindandolo, il Tour de Suisse ed il Campionato di Zurigo ossia le corse, a tappe ed in linea, più importanti del panorama elvetico.
Anche nel 1961 riuscì a conseguire ancora buoni risultati: vinse la Nordwest-Schweizer-Rundfahrt, un'altra classica del panorama nazionale, e tappe sia al Tour de Romandie che al Tour de Suisse dove non gli riuscì di difendere il titolo finendo terzo nella generale.
Da qui in avanti ebbe risultati personali minori, e fra il 1962 ed il 1965 non riuscì più a vincere su strada, anche se fu autore di alcune sporadiche buone prestazioni come nella sedicesima tappa del Giro d'Italia 1962 che prevedeva l'arrivo a Pian dei Resinelli che chiuse al terzo posto. Tuttavia riuscì a togliersi buone soddisfazioni in pista vincendo ed arrivando in più occasioni sul podio dei campionati nazionali, soprattutto nella prova dell'inseguimento individuale.
Tornò al successo su strada nel 1966 vincendo ancora una frazione del Tour de Suisse.
Chiuse la carriera nel 1967 dopo essersi tolto la soddisfazione di vincere i Campionati svizzeri di ciclismo su strada ed aver partecipato con la Nazionale Svizzera al Tour de France.

## Palmarès

### Strada
- 1957 (Dilettanti, una vittoria)

Giro del Mendrisiotto
- 1960 (Liberia/Ciclismo Gazzola/Mittelholzer/Telefunken, cinque vittorie)

Campionato di Zurigo
2ª tappa Tour de Suisse (Kreuzlingen > Davos)
4ª tappa Tour de Suisse (Lugano > Carona, cronometro)
Classifica generale Tour de Suisse
6ª tappa Deutschland Tour (Ludwigshafen > Treviri)
- 1961 (Cynar/Liberia, tre vittorie)

Nordwest-Schweizer-Rundfahrt
1ª tappa Tour de Suisse (Zurigo > Laufenburg)
1ª tappa, 1ª semitappa Tour de Romandie (Ginevra > Saxon)
- 1966 (Tigra, una vittoria)

4ª tappa Tour de Suisse (Saas-Fee > Lugano)
- 1967

Campionati svizzeri, Prova in linea

### Altri successi
- 1960 (Liberia/Ciclismo Gazzola/Mittelholzer/Telefunken, una vittoria)

Classifica scalatori Tour de Suisse

### Pista
- 1958 (Dilettanti, una vittoria)

Record dell'Ora dilettanti
Campionati svizzeri, Inseguimento individuale dilettanti
- 1959 (Dilettanti, una vittoria)

Record dell'Ora dilettanti
- 1962 (Afri Cola/Molteni/Bertin/Mittelholzer, una vittoria)

Record dell'Ora dilettandi
Campionati svizzeri, Inseguimento individuale
- 1966 (Tigra, una vittoria)

Campionati svizzeri, Inseguimento individuale
Campionati svizzeri, Mezzo fondo

## Piazzamenti

### Grandi giri
- Tour de France

1961: 12º
1967: 35º
- Giro d'Italia

1959: 64º
1960: 49º
1962: 16º

### Classiche monumento
- Milano-Sanremo

1961: 75º
1963: 71º
- Giro di Lombardia

1959: 88º

### Competizioni mondiali
- Campionati del mondo

Reims 1958 - In linea dilettanti: 33º
Zandvoort 1959 - In linea dilettanti: 36º
Karl-Marx-Stadt 1960 - In linea: ritirato
Berna 1961 - In linea: 29º
Lasarte-Oria 1965 - In linea: non partito